# Pavol Horský
Pavol Horský (ur. 15 stycznia 1924 we Vlkolíncu, zm. 29 października 1995 w Rużomberku) – słowacki ksiądz katolicki, jezuita, ofiara prześladowań komunistycznych w Czechosłowacji.

## Życiorys
Podczas nauk w gimnazjum w Rużomberku (1935–1943) poznał Tomáša Munka, konwertytę z judaizmu, który został jego przyjacielem. Razem przystąpili do nowicjatu w zakonie jezuitów niezwłocznie po zdaniu końcowych egzaminów w gimnazjum.
W 1945 roku ukończył nowicjat i złożył śluby zakonne. W tym samym roku rozpoczął studia na wydziale filozofii w Brnie. W 1947 był zmuszony przerwać studia i poddać się leczeniu gruźlicy. Po zakończeniu leczenia w 1949 roku podjął studia w Instytucie Teologicznym św. Alojzego Towarzystwa Jezusowego w Trnawie. W dniu 13 kwietnia 1950 roku podczas Barbarzyńskiej Nocy został aresztowany i przewieziony do obozu koncentracyjnego w klasztorze pijarów w Podolińcu. W końcu września 1950 roku został zwolniony z internowania z nakazem pracy, ale już 3 października został powołany do odbycia służby wojskowej, jednakże po badaniach przed komisją lekarską został przeniesiony do rezerwy.
W dniu 1.10.1950 roku został potajemnie wyświęcony na księdza przez biskupa RóbertaPobožný'ego w Rożniawie. Po święceniach zamieszkał i podjął cywilną pracę w Nitrze. W dniu 10.12.1951 roku został aresztowany wraz z Antonem Korecem przez agentów Státní bezpečnost, a następnie był sądzony wraz członkami Zgromadzenia Księży Misjonarzy. Został skazany na dziesięć lat więzienia oraz grzywnę w wysokości 15.000 koron (do zamiany na karę pozbawienia wolności w wysokości 6 miesięcy), przepadek mienia oraz pozbawienie praw publicznych na 10 lat. Podczas pobytu w więzieniu odprawiał msze, spowiadał i rozdawał eucharystię. Trudne warunki więzienne doprowadziły do nawrotu gruźlicy, której leczenie odbywało się w szpitalu więziennym. W 1953 roku po śmierci ojca otrzymał zgodę na udział w pogrzebie, jednakże nie pozwolono mu kontakt osobisty z żałobnikami.
W 1961 roku po zwolnieniu z więzienia zamieszkał z matką w Vlkolíncu i podjął pracę w celulozowni w Rużomberku jako konserwator. W 1968 roku otrzymał zgodę na publiczne odprawianie mszy w Vlkolíncu. W 1970 roku złożył egzamin eksternistyczny z teologii w Trnawie i po odbyciu trzeciej probacji złożył 15.08.1971 roku ostatnie śluby. W okresie tzw. normalizacji została mu odebrana zgoda na publiczne odprawianie nabożeństw, którą po kilku miesiącach przywrócono. W 1990 roku po powrocie jezuitów do Rużomberku został superiorem miejscowego zgromadzenia zakonnego. W 1993 roku z powodu pogarszającego się stanu zdrowia poprosił o zwolnienie z tej funkcji. Zmarł 29.10.1995 roku i został pochowany na cmentarzu komunalnym w Rużomberku.

## Życie prywatne
Syn gajowego Imricha Anslo i jego drugiej żony Emilii Kupcovej (pierwsza żona i syn zmarli podczas I wojny światowej). Podczas nauki w gimnazjum zmienił swoje nazwisko z Anslo na Horský.

## Publikacje
- Homílie na nedele a sviatky cyklus B, wyd. 1, Trnava: Dobrá kniha, 2020, ISBN 978-80-8191-280-1.